# Norra Ripa sandars naturreservat
Norra Ripa sandars naturreservat är ett naturreservat i Kristianstads kommun i Skåne län.
Området är naturskyddat sedan 2022 och är 50 hektar stort. Reservatet ligger väster om Åhus och består av torra betesmarker, strandängar och alsumpskog utmed Helge å.